# Meredate
Meredate (partico: 𐭌𐭕𐭓𐭃𐭕 Mihrdāt; fl. II secolo) è stato un principe partico che governò lo stato di Characene, vassallo dell'Impero partico e importante porto commerciale, dal 131 al 150/151 circa.

## Biografia

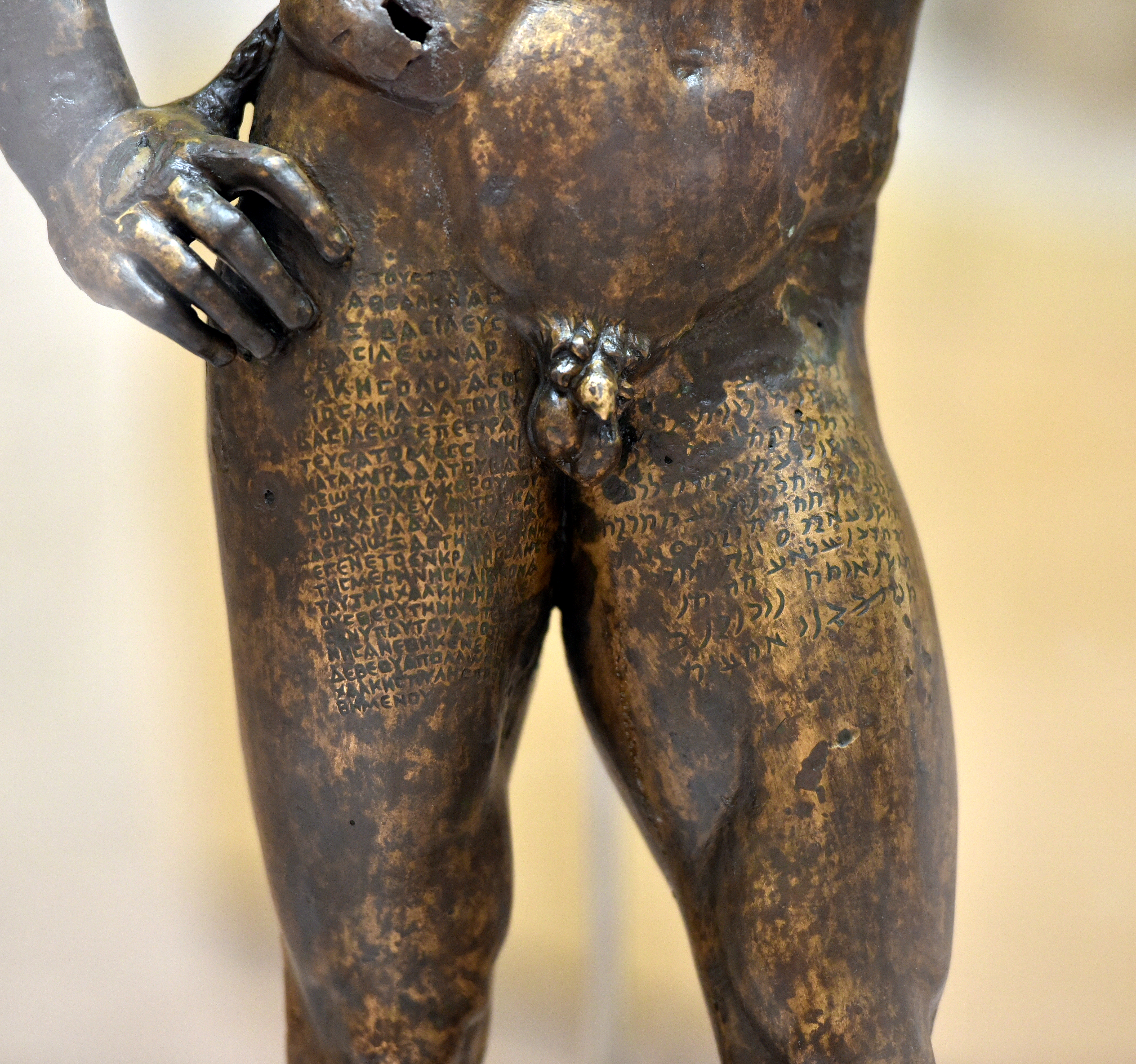
Statue bronzea di Eracle con incisione bilingue (greco e partico)

Meredate era figlio del re dei re partico Pacoro II. Dal 141 a.C. il regno di Characene era governato da Aspasine e dai suoi discendenti come vassalli partici; l'ultimo re della linea, Attambelo VII, si sottomise senza troppi problemi all'imperatore romano Traiano nel 116. Tuttavia, con il fallimento e la morte di Traiano l'anno successivo, l'autorità politica di Attambelo VII crollò. I Parti, molto probabilmente, posero fine al dominio ispaosinide nella regione e nominarono sul trono uno dei loro. Sulla base delle monete characene, Meredate divenne re della regione nel 131 circa, durante il regno di suo fratello Vologase III. Durante il suo governo, Meredate divenne un potente re-cliente, grazie alla sua leadership commerciale e a una lucrosa alleanza con i mercanti palmireni.
Nel 147, un principe partico di nome Vologase IV organizzò un colpo di stato e succedette a Vologases III, segnando l'insediamento di un nuovo ramo della dinastia arsacide sul trono partico. Nel 150, Vologase IV invase la regione di Characene, sconfisse Meredate e nominò Orabaze II, molto probabilmente un suo parente, nuovo re della regione. Le forze di Vologase IV si impadronirono di una statua di Eracle, il dio protettore dei reali del Characene. La statua fu portata nel tempio di Apollo a Seleucia, dove fu esposta come dimostrazione della vittoria di Vologase IV. Sulla statua è stata scolpita un'iscrizione bilingue (greca e partica) che racconta la conquista di Characene da parte di Vologase IV: